# Nucleul Pământului

Structura internă cu principalele straturi ale Pământului prezentat schematic

Nucleul Pământului este partea centrală, cea mai profundă a Pământului, care este situată sub manta și, probabil, constă din fier și nichel solid, cu un amestec de alte elemente siderofile. Nucleul începe de la 5.150 km de la scoarța terestră, și are o grosime de 1.300 km. 
Nucleul terestru are 31,5 % din masa totală a Pământului și numai 16,2 % din volumul acestuia, nucleul având densitatea medie de 10 g/cm³ pe când densitatea medie a globului este de numai 5,5 g/cm³. Stratul superior al nucleului Pământului este numit zona nucleu-manta sau era numit "discontinuitatea Wiechert-Gutenberg" sau din cauza discontinuității sale numit Stratul-D (cu o grosime 200 - 300 km) fiind cercetat prin metode seismologice.

## Nucleul intern și extern
Stratul nucleului intern situat cel mai central în interiorul Pământului întinzându-se în adâncime între 5.100 și 6.371 km. Nucleul Pământului este constituit dintr-un amestec solid de fier și nichel. Presiunea din acest strat atinge milioane de bari și temperaturi între 4000 și 5000 °C, temperaturi asemănătoare celor din petele solare. Unele ipoteze presupun că asemănător Soarelui și în centrul Pământului ar exista hidrogen comprimat sub formă solidă (având o structură metalică) care ar putea proveni ca materie primă din Soare.
Stratul nucleului extern fiind situat între adâncimile de 2.900 și 5.100 km, se află într-o stare de agregare fluidă constituit dintr-o topitură de fier și nichel care probabil conține urme de sulf și oxigen, aici fiind temperaturi de cca. 2900 °C. Această topitură metalică fiind un bun conductor electric, sub acțiunea de rotație a Pământului ar fi răspunzătoare de magnetismul terestru.
Conform studiului „Equatorial anisotropy in the inner part of Earth’s inner core from autocorrelation of earthquake coda”, nucleul interior al Pământului are un miez cu un diametru estimat la jumătate din cel total, aproximativ 1200 km.

## Câmpul magnetic al pământului
Câmpul magnetic al Pământului este creat de structurile interne ale planetei. Există o concepție greșită că este creat de materiale feromagnetice ale miezului interior (ca un magnet permanent), deși proprietățile feromagnetice ale fierului dispar la temperaturi deasupra punctului Curie. Ipoteza general acceptată care explică formarea câmpului magnetic al pământului se numește geodinama. Potrivit ei, un câmp magnetic este format datorită mișcării unui fluid conductiv electric în miezul exterior.